# David Weisburd
David L. Weisburd (* 1954) ist ein israelisch-US-amerikanischer Soziologe und Kriminologe. Für seine Beiträge zur Kriminalgeographie wurde er 2010 mit dem Stockholm Prize in Criminology ausgezeichnet. Er ist Professor an der George-Mason-Universität und an der Hebräischen Universität Jerusalem.

## Werdegang und Forschung
Nach dem Studium an der Brandeis Universität und der Yale-Universität, wo er 1985 im Fach Soziologie promoviert wurde, lehrte er bis 1993 als Professor an der Rutgers-Universität und von 2002 bis 2008 an der Universität Maryland. Dazu kommen Gastprofessuren an der australischen Griffith Universität, der Universität Cambridge und an der chinesischen Polizeiakademie Zhejiang in Hangzhou. Zudem war er Forschungsleiter an verschiedenen staatlichen Institutionen.
Weisburd arbeitet zur Methodik der Kriminologie und über Wirtschaftskriminalität, international bekannt wurde er wegen seiner platzbasieren Kriminologie (Wohnblöcke, Straßenecken). Er analysierte Standorte, an denen es ein besonders hohes Kriminalitätsaufkommen gibt und leitete daraus Vorschläge für die Kriminalprävention ab.
Mit einer Längsschnittstudie ermittelten Weisburd und seine Mitarbeiter, dass in Seattle über 50 Prozent der Straftaten in nur fünf bis sechs Prozent der Straßenabschnitte der Stadt begangen wurden. Die Kriminalitäts-Konzentration blieb über 16 Jahre stabil. Diese Ergebnisse wurden durch Studien in Tel Aviv bestätigt. Ergebnisse einer ersten Auswertung für die Städte Essen und Mülheim an der Ruhr deuten ähnliche Kriminalitätsverteilungen auch in Deutschland an.
Für 2022 wurde Weisburd der Rothschild-Preis zugesprochen.